# Jonathan Kapitolnik
Jonathan Kapitolnik (ur. 25 listopada 2002) – izarelski lekkoatleta specjalizujący się w skoku wzwyż.
W sezonie 2021 został mistrzem Europy juniorów oraz wywalczył mistrzostwo świata w tej kategorii wiekowej.
Medalista mistrzostw Izraela oraz mistrzostw krajów bałkańskich oraz reprezentant kraju na drużynowych mistrzostwach Europy.
Rekordy życiowe: stadion – 2,31 (31 stycznia 2025, Tel Awiw); hala – 2,27 (1 lutego 2022, Tatabánya).

## Osiągnięcia
| Rok  | Impreza                                  | Miejsce   | Pozycja           | Wynik |
| ---- | ---------------------------------------- | --------- | ----------------- | ----- |
| 2019 | Olimpijski festiwal młodzieży Europy     | Baku      | 8. miejsce        | 2,00  |
| 2021 | Mistrzostwa Europy juniorów              | Tallinn   | 1. miejsce        | 2,25  |
| 2021 | Mistrzostwa świata juniorów              | Nairobi   | 1. miejsce        | 2,26  |
| 2022 | Mistrzostwa świata                       | Eugene    | 11. miejsce       | 2,24  |
| 2022 | Mistrzostwa Europy                       | Monachium | el. – 14. miejsce | 2,17  |
| 2024 | Mistrzostwa Europy                       | Rzym      | 12. miejsce       | 2,17  |
| 2025 | Halowe mistrzostwa Europy                | Apeldoorn | el. – 16. miejsce | 2,13  |
| 2025 | Halowe mistrzostwa świata                | Nankin    | 8. miejsce        | 2,20  |
| 2025 | II dywizja drużynowych mistrzostw Europy | Maribor   | 1. miejsce        | 2,25  |
| 2025 | Uniwersjada                              | Bochum    | 1. miejsce        | 2,27  |